# Pałecznica-Kolonia
Pałecznica-Kolonia – kolonia w Polsce położona w województwie lubelskim, w powiecie lubartowskim, w gminie Niedźwiada. Leży przy drodze wojewódzkiej nr 815.
W latach 1975–1998 miejscowość administracyjnie należała do ówczesnego województwa lubelskiego.
Wieś stanowi sołectwo gminy Niedźwiada. Według Narodowego Spisu Powszechnego z roku 2011 wieś liczyła 199 mieszkańców.
Wierni Kościoła rzymskokatolickiego należą do parafii św. Anny w Lubartowie.

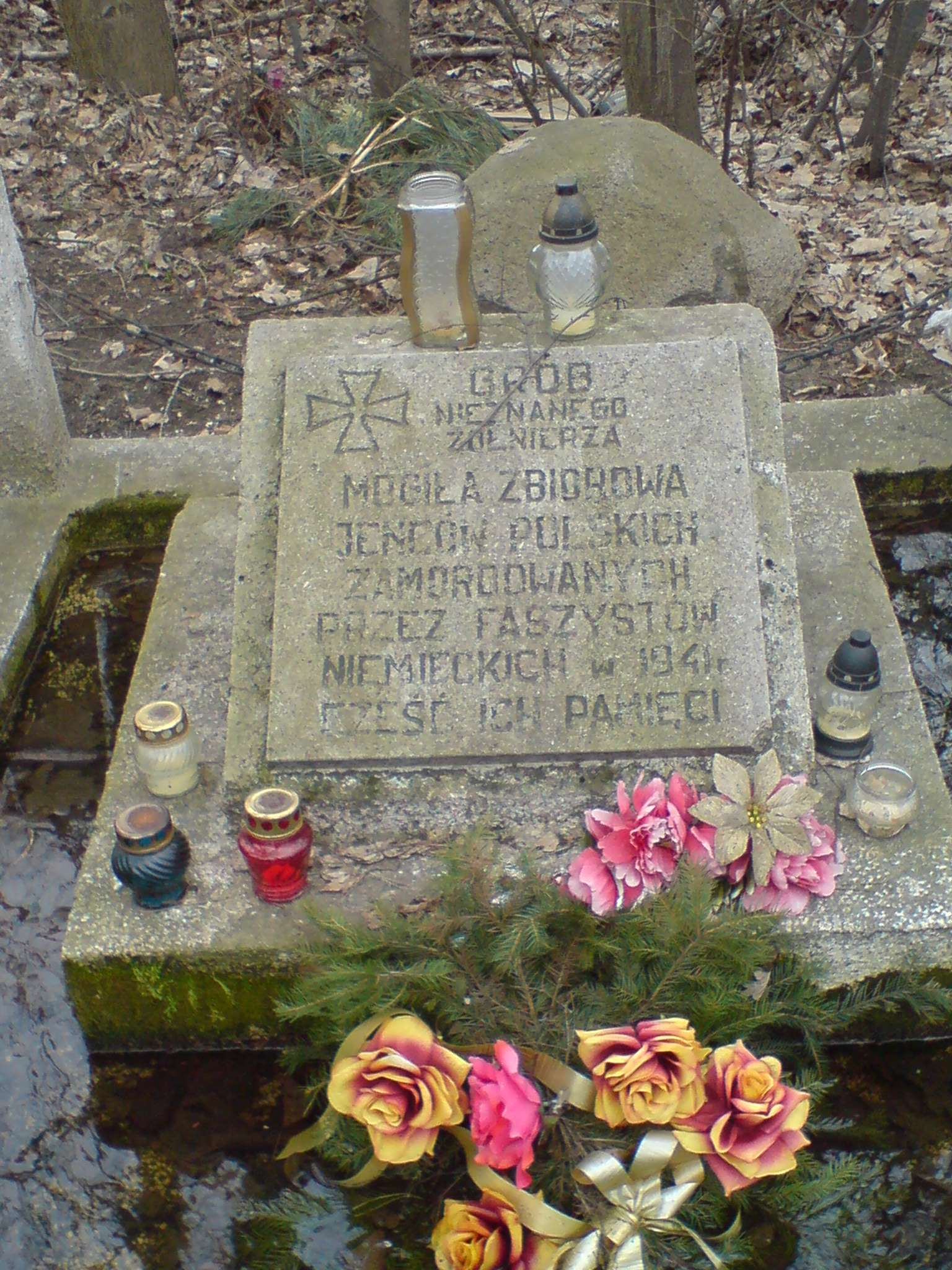
Zbiorowa mogiła z czasów II wojny światowej